# Михайловка (Красносулинський район)
Михайловка — хутір, адміністративний центр Михайлівського сільського поселення Красносулинського району Ростовської області.
Населення - 796 осіб (2010 рік).

## Історія
На мапі 19 сторіччя балка над якою розташована сучасна Михайловка називається Розсошинською. Тут проходив тракт Володимировська станиця - Лиха - Кам’янське, на якій північніше Михайлівки був розташований трактир, за яким інша назва балки - Трактирна.
1924 року ці, частково цілинні землі були передані від великих землевласників на заселення. Переселенцями були українські селяни з Таврійської губернії, незаможні з округи та чорноземельні переселенці. Як вважається, що серед переселенців з Таврійської губернії була велика сім’я Михайлових з 20 осіб, за якою найменовано хутір. Першими селянами були Мицук, Толстенко, Макаренко, Солених та інші. 1929 року тут організовано колгосп "Червоний партизан".
2005 року створене Михайлівське сільське поселення.

## Географія
Хутір Михайловка положено у верхів’ях Розсошинської (Трактирна) балки, що є лівою притокою Осинової балки, що є лівою притокою річки Кундрюча.

### Вулиці
- вул. Виноградна,
- вул. Доброхотських,
- вул. Зелена,
- вул. Леніна,
- вул. Мала,
- вул. Садова,
- вул. Ювілейна,
- пров. Леніна.

## Пам'ятки
Пам'ятник на братській могилі. В могилі поховано 8 осіб, загиблих у боях з німцями в червні 1942 року під час відступу Червоної Армії.
У 1956 році на могилі встановлено єдинофігурний пам'ятник висотою близько 2 метрів. Пам'ятник стоїть на кам'яному оцементованному п'єдесталі заввишки біля 3 метрів. Напис на пам'ятнику: "Воїнам-артилеристам, що загинули при захисті хутора Михайлівка М. В Дрянних, Ф. П. Доброхотських, Я. М. Пахомову". Поруч з пам'ятником встановлена гармата.